# Сиракава, Масааки
Масааки Сиракава (яп. 白川 方明 Сиракава Масааки, родился 27 сентября 1949 года в Фукуоке) — японский экономист, 30-й управляющий Банком Японии, директор и вице-председатель Банка международных расчётов.

## Биография
Масааки Сиракава окончил высшую школу в Кокуре. В 1972 году он получил степень бакалавра экономики в Токийском университете, а в 1977 году — степень магистра экономики в Чикагском университете.
С 1972 года Масааки Сиракава начал работать в Банке Японии и с тех пор занимал разные посты в банке. В июле 2002 года он занял пост исполнительного директора. В июле 2006 года Сиракава стал профессором Школы государственного управления Киотского университета. В марте 2008 года стал заместителем управляющего Банком Японии. 9 апреля 2008 года Масааки Сиракава занял пост управляющего Банком Японии.